# Киперу (Бузау)
Киперу (рум. Chiperu) насеље је у Румунији у округу Бузау у општини Пардоши. Oпштина се налази на надморској висини од 373 m.

## Становништво
Према подацима из 2002. године у насељу је живело 81 становника, од којих су сви румунске националности.